# Arrel adventícia

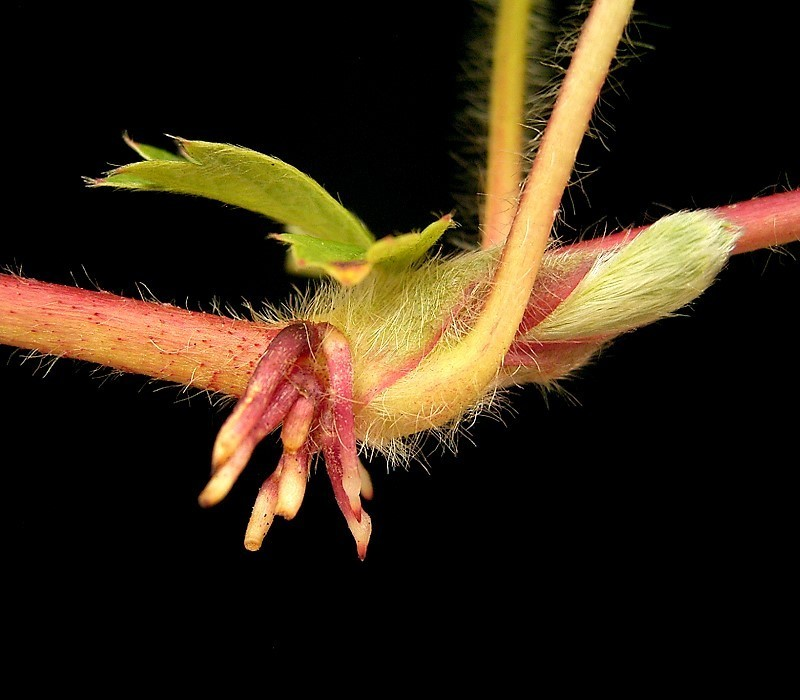
Rels adventícies en un nus de la tja d'una maduixera.

Les arrels adventícies en botànica són aquelles arrels que no provenen de la radícula de l'embrió sinó que s'originen en qualsevol altre lloc de la planta, com per exemple en algun altre tros del vàstag, en tiges subterrànies i en arrels velles. Poden tenir o no ramificacions però tenen una forma i una mida relativament homogènia, formant sistemes radiculars fibrosos. generalment no presenten un creixement secundari. La durada d'aquestes arrels és variable i en algunes pastures permanents poden durar diversos anys. En moltes monocotiledònies com l'espècie Cynodon dactylon i en dicotiledònies com la maduixera (Fragaria), que presenten tiges prostrades, en cada nus neix un fascicle de relsadventícies.